# Mew (Pokémon)
Mew is een Pokémon uit de regio Kanto, waar hij nummer 151 heeft, hij is heel mysterieus en is alleen te vangen op Faraway Island in de regio Hoenn of via een event te verkrijgen. Mews zijn roze met een lange, stompe staart.
De eerste keer dat Mew voorkomt was in de computerspellen Pokémon Red en Blue, waar het een geheim personage was. Daarnaast werd Mew een van de bekendere Pokémonwezens doordat het een belangrijke rol speelde in de films Pokémon De Film: Mewtwo tegen Mew, Pokémon 8: Lucario en het Mysterie van Mew en The Mastermind of Mirage Pokémon. In de eerste film ging het wezen de strijd aan met Mewtwo. Mewtwo is een "verbeterde" kloon van Mew.

## Ruilkaartenspel
Er bestaan twaalf standaard Mew-kaarten, waarvan één enkel in Japan uitgebracht is, een Ancient Mew-kaart, een Shining Mew-kaart (enkel in Japan), drie Mew ex-kaarten (één ervan enkel in Japan), een _____'s Mew-kaart (enkel in Japan), een Rota's Mew-kaart (ook enkel in Japan), een Tree of Beginning's Mew-kaart (dito) en een MEW-EX kaart. Deze kaarten hebben allemaal het type Psychic als element. Verder bestaat er nog een Fire-type Mew δ-kaart en een Water-type Mew ☆ δ-kaart.